# Orlando Céspedes
Vicente Orlando Céspedes Olmedo (Posadas, 8 de noviembre de 1966) es un deportista paraguayo que compitió en judo.

## Trayectoria
A Seúl llegó con 21 años de edad en la categoría de –65 kg y luchó en el Jangchung Gymnasium el 26 de septiembre de 1988, finalizó en el 14.º puesto. En Barcelona compitió con 25 años de edad, también en ese mismo peso, en el Palacio Olímpico Granollers el 1 de agosto de 1992, terminó en el 36.º puesto. Ganó una medalla de bronce en el Campeonato Panamericano de Judo de 1988 en la categoría de –65 kg.
| Campeonato Panamericano | Campeonato Panamericano  | Campeonato Panamericano | Campeonato Panamericano |
| Año                     | Lugar                    | Puesto                  | Categoría               |
| ----------------------- | ------------------------ | ----------------------- | ----------------------- |
| 1988                    | Buenos Aires (Argentina) | Medalla de bronce       | –65 kg                  |

## Instructor de judo
Céspedes es instructor de judo en los CAPRI (Clubes Asociados Progreso Rowing e Independiente) en la ciudad argentina de Posadas (provincia de Misiones).